# Lodewijk de Boer

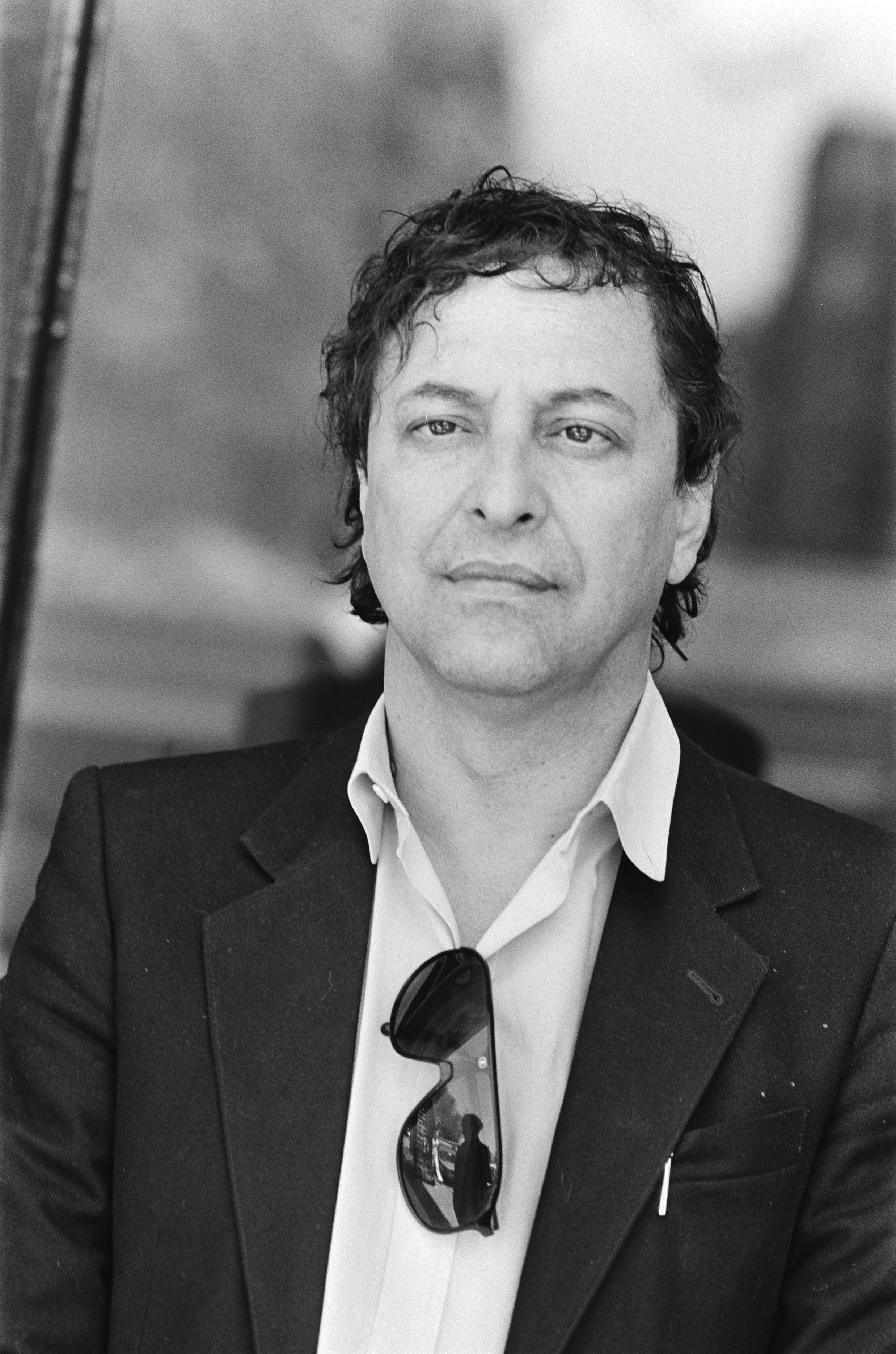
Lodewijk de Boer (1985)

Lodewijk de Boer (* 11. Februar 1937 in Amsterdam als Lodewijk Maria Lichtveld; † 4. Juni 2004 daselbst) war ein niederländischer Theatermacher, Komponist und Improvisationsmusiker.

## Leben und Wirken
De Boer studierte zunächst Bratsche auf dem Konservatorium; seit 1961 war er als Bratscher im Concertgebouw-Orchester tätig. Eine Amsterdamer Studentengesellschaft führte 1963 seinen Einakter De kaalkop luistert auf. 1966 verfasste er das Libretto für die Oper Labyrint von Peter Schat, dann von Theo Loevendies Oper Naima. Auch zogen ihn Gustav Leonhardt und Frans Brüggen für ihre Aufnahmen heran; auch war er als Musiker an der Kollektivoper Reconstructie von Misha Mengelberg, Louis Andriessen, Reinbert de Leeuw, Peter Schat und Jan van Vlijmen beteiligt, die 1969 auf dem Holland Festival uraufgeführt wurde. Ende der 1960er Jahre wirkte er überwiegend als Regisseur: Mit den Schauspielern  Cees Linnebank und Huib Broos in den Hauptrollen entwickelte er das Theaterstück The Family, das in der Provo-Bewegung spielte, großen Erfolg in den Niederlanden hatte, von ihm auch in Deutschland aufgeführt wurde, und das er 1973 verfilmte. 1976 führte er Regie in dem Fernsehfilm De watergeus, der auch auf einem eigenen Drehbuch beruhte. Weiterhin inszenierte er Willem Breukers Musiktheaterstücke Kain en Abel (1972) sowie Jona, De Neezegger (2003) und schrieb das Libretto für Louis Andriessens Musiktheater Orpheus. Für Kurzfilme, dann auch für Spielfilme wie Die gekaufte Frau (1984) von Marleen Gorris und Fernsehproduktionen (De Partizanen, 1995) schrieb er die Musik. Daneben arbeitete er als Improvisator mit Amsterdam Drama und mit Michel Waisvisz. Seine Inszenierung von Who's Afraid of Virginia Woolf (2002) mit Edwin de Vries und Will van Kralingen erhielt hervorragende Kritiken. Als Musiker war er auch an Aufnahmen von Liesbeth List, Willem Breuker, Henny Vrienten, Spectral Display und dem Instant Composers Pool beteiligt.